# Wesmaelius nervosus
Wesmaelius nervosus är en insektsart som först beskrevs av Fabricius 1793.  Wesmaelius nervosus ingår i släktet Wesmaelius och familjen florsländor. Arten är reproducerande i Sverige. Inga underarter finns listade i Catalogue of Life.